# Petra Herrera
Ne doit pas être confondu avec le cycliste colombien Pedro Herrera.
Petra Herrera, aussi connue sous le nom de Pedro Herrera, née à San Pedro de las Colonias, Coahuila, le 29 juin 1887, morte le 14 février 1917, est une soldadera de la Révolution mexicaine).

## Biographie
Petra Herrera, habillée en homme, sous le nom de Pedro Herrera, a participé activement aux combats en s'engageant, en 1913 dans la Division du Nord (es), soit deux ans après départ en exil de Porfirio Díaz, placée sous les du général Francisco Villa.
Les femmes qui combattaient réellement dans les diverses factions révolutionnaires étaient pour la plupart d'entre elles issues de milieux aisés, ayant une bonne éducation, une conscience politique et les moyens de s'acheter une arme, très peu de femmes étaient des combattantes et la grande majorité d'entre elles n'étaient employées qu'a des tâches subalternes ou même au rôle d'esclaves sexuelles.
Elle acquit une grande réputation, en particulier un excellent sens du commandement. Quand elle se décida à révéler qu'elle était une femme, elle fut renvoyée de l'armée.
La participation des femmes dans les armées du Mexique était établie au moins depuis la Guerre d'Indépendance, nommées soldaderas, mais cantonnée à des activités non combattantes.
L'engagement de Petra Herrera fut exceptionnel.
Elle réussit longtemps à garder secret le fait qu'elle était une femme. Malgré son engagement réussi dans plusieurs batailles, Francisco Villa refusa de lui donner un grade dans son armée.
Après avoir été exclue, des troupes de Villa, Petra Herrera forma sa propre brigade, composée exclusivement de femmes, avec laquelle elle combattit dans la seconde bataille de Torreón (es) contre les troupes de Victoriano Huerta  le 30 mai 1914, avec 400 femmes,.
Cosme Mendoza Chavira, un compagnon de Villa, déclara : « Ella fue quien tomo Torreón y apago las luces cuando entraron en la ciudad » (Ce fut elle qui prit Torreón et éteignit les lumières en entrant dans la ville).
Villa attribue le rôle de Petra Herrera dans la Révolution à une femme inconnue.
En 1917 elle abandonne Villa, qui le 1er décembre 1916 venait de perdre un combat à Estación Horcasitas contre le général Francisco Murguía (es), au service de Venustiano Carranza, Villa ivre de rage et pour se venger fit exécuter, le 12 décembre de nombreux prisonniers carrancistes dont au moins 90 femmes (102 selon certaines sources) et des enfants. Il ordonna également le viol des nombreuses prisonnières,.
Après cela Petra Herrera rejoignit alors Venustiano Carranza, celui-ci aurait utilisé ses services comme agent de renseignement, sous le couvert d'employée dans une cantine en ville de Chihuahua, sa mort serait due à des bandits ivres qui après l'avoir insultée l'assassinèrent par balle, l'année exacte de sa mort donne aussi lieu à des questions. Une autre version prétend qu'a la tête d'une vingtaine de femmes elle serait morte bien avant, durant la bataille de Zacatecas (es).